# Pleurothallis sigynes
Pleurothallis sigynes är en orkidéart som beskrevs av Carlyle August Luer. Pleurothallis sigynes ingår i släktet Pleurothallis och familjen orkidéer. Inga underarter finns listade i Catalogue of Life.